# واين مور
واين مور (بالإنجليزية: Wayne Richard Moore) هو سباح أمريكي، ولد في 30 نوفمبر 1931 في بريدجبورت في الولايات المتحدة، وتوفي في 20 فبراير 2015 في Trumbull, Connecticut ‏ في الولايات المتحدة.

## وصلات خارجية
- واين مور على موقع الاتحاد الدولي للسباحة (الإنجليزية)
- واين مور على موقع أوليمبيديا (الإنجليزية)